# Hyphoporus solieri
Hyphoporus solieri är en skalbaggsart som först beskrevs av Aubé 1838.  Hyphoporus solieri ingår i släktet Hyphoporus och familjen dykare. Inga underarter finns listade i Catalogue of Life.